# Tour Montparnasse
Tour Montparnasse, též Tour Maine-Montparnasse je 210 m vysoký mrakodrap v centru Paříže (15. obvod, u stanice metra Montparnasse – Bienvenüe). Po jeho dokončení v roce 1973 se stal nejvyšší budovou ve městě, ale o toto prvenství přišel v roce 2011, kdy jej překonal nově zrekonstruovaný mrakodrap Tour First. Nejvyšší stavbou je samozřejmě Eiffelova věž.
Budova má především administrativní využití; v jejích 58 patrech sídlí většinou kanceláře. Dvě nejvyšší poschodí pak slouží pro veřejnost, dostupná je vyhlídková plošina a restaurace. Ve své době se jednalo o nejvyšší budovu v Evropě. Z věže je viditelnost až do 40km vzdálenosti; za jasného dne je vidět i provoz na vzdáleném letišti Orly. Střechu stavby lze přebudovat během několika minut tak, aby zde mohl přistát vrtulník.
Tour Montparnasse vzhledem ke svému unikátnímu postavení v centru města (na rozdíl od jiných mrakodrapů, které byly vybudovány na La Défense) bývá často terčem kritiky za narušení historického rázu města. Dva roky po otevření stavby byla například městskými úřady stavba dalších podobně vysokých budov v centru města zastavena.